# La font (Ingres)
La Font (en francès La Source) és una pintura a l'oli sobre tela del pintor neoclàssic francès Jean Auguste Dominique Ingres. L'obra es va començar a Florència cap al 1820 i no es va acabar fins al 1856, a París. Quan Ingres va completar el quadre tenia setanta-sis anys, ja era famós i era president de l'École des Beaux-Arts.
La postura del nu pot ser comparada amb la d'un altre quadre d'Ingres, la Venus Anadiòmena (1848), i és una reimaginació de l'Afrodita de Cnidus o Venus Pudica. Dos dels estudiants d'Ingres, els pintors Paul Balze i Alexandre Desgoffe, van ajudar a crear el fons i el pot d'aigua.
La primera exposició de La font va ser l'any 1856, any en què es va completar. La pintura va ser rebuda amb entusiasme. Duchâtel va adquirir el quadre el 1857 per una suma de 25.000 francs. L'estat francès va assumir la propietat del quadre el 1878 i va passar al Museu del Louvre. El 1986 va ser traslladat al Museu d'Orsay. La pintura ha estat exposada amb freqüència i àmpliament difosa.